# Kravsko
Kravsko är en ort i Tjeckien.   Den ligger i regionen Södra Mähren, i den sydöstra delen av landet, 170 km sydost om huvudstaden Prag. Kravsko ligger 321 meter över havet och antalet invånare är 508.
Terrängen runt Kravsko är platt. Runt Kravsko är det tätbefolkat, med 442 invånare per kvadratkilometer. Närmaste större samhälle är Znojmo, 8,6 km sydost om Kravsko. Trakten runt Kravsko består till största delen av jordbruksmark.